# Langlutjen
Langlutjen (Duits: Langlütjen) is de naam van twee kunstmatige Waddeneilanden, Langlutjen I en Langlutjen II, die in de 19e eeuw bij de noordkust van het district Wesermarsch in Nedersaksen, Duitsland werden gecreëerd. De eilanden horen bij de stad Nordenham aan de Wezer. Tegenover Nordenham ligt Bremerhaven. Langlutjen is tevens de naam van een betonning en een luchtafweergeschut.

## De eilanden
Op de smalle eilanden van Langlutjen zijn de overblijfselen van een voormalig fort te vinden. Het gaat hier om het fort van de Pruisische Marine en de latere Keizerlijke Marine. De eilanden liggen in de monding van de Wezer. De functie van het fort op Langlutjen was daarom het beschermen van de havens van Bremen en Bremerhaven en de monding van de Wezer, maar deze zijn nooit betrokken geweest in een oorlog of conflict. Langlutjen wordt onderhouden door het Nationalpark Niedersächsisches Wattenmeer, waar ook een deel van de Eems onder valt.

## Langlutjen I

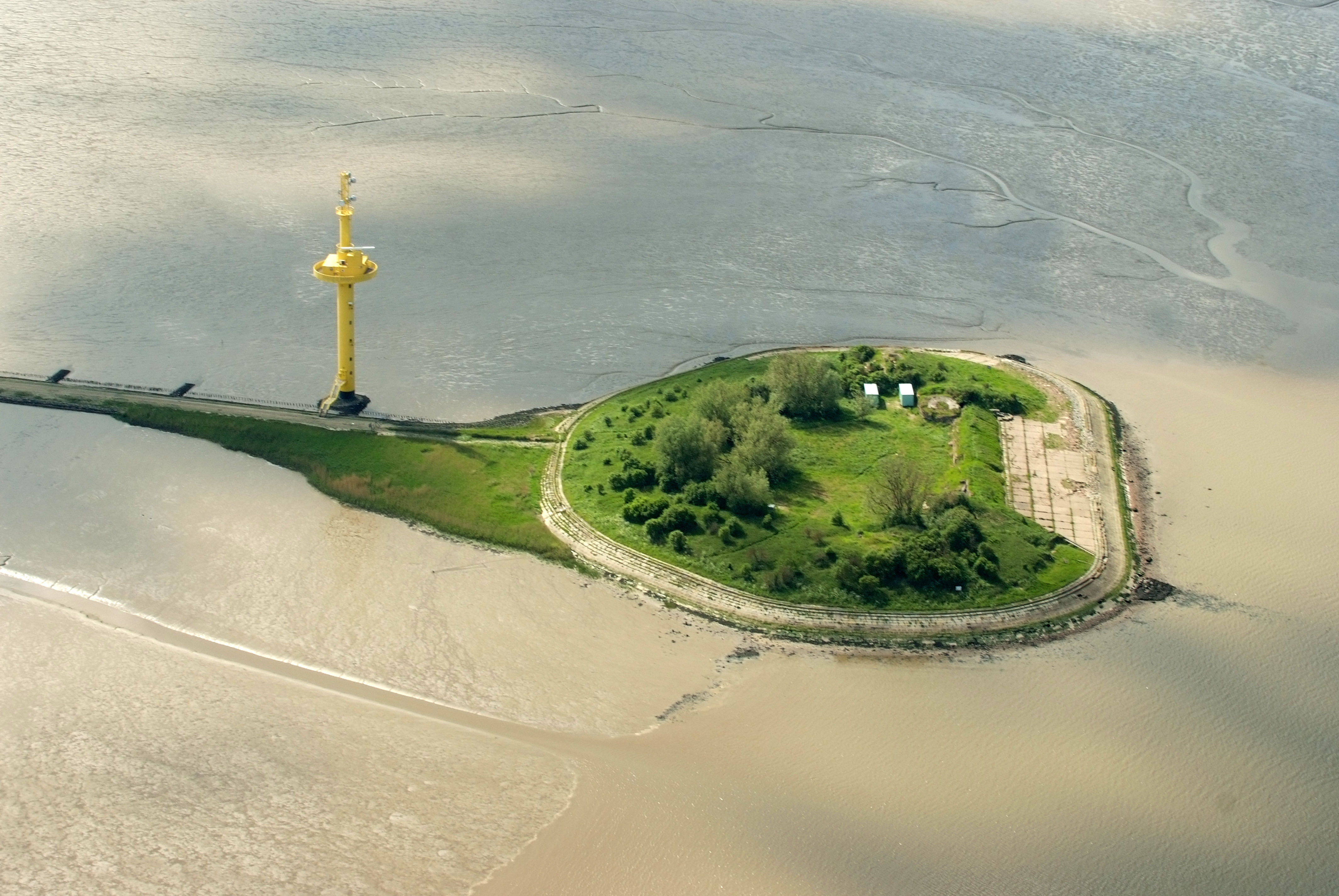
Langlütjen I (2012)

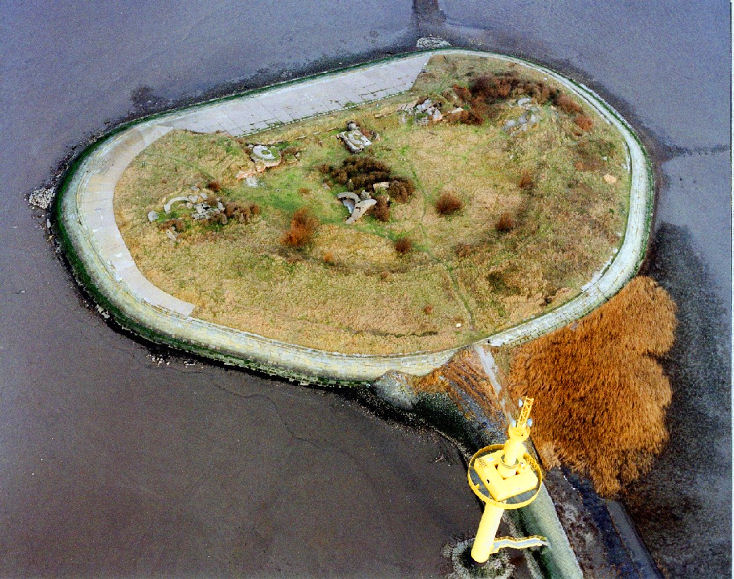
Langlutjen I van bovenaf gezien. Rechtsonder is de weg van de dam tussen het eiland en vasteland.

### Geschiedenis
Op de voormalige zandbank Langluetjensand werd in 1869 en 1870 het kunstmatige eiland Langlutjen I gerealiseerd. Voor begonnen werd met de bouw werden de kosten op 300.000 daalders geschat, maar de uiteindelijke kosten zijn nooit bekendgemaakt. Tijdens het vormen van het eiland hebben driehonderd man gelijktijdig aan het eiland gewerkt. In 1869 werden de bouwmaterialen af en aangevoerd met een boot. In 1870 werd de dam afgerond met een smalspoor van 837 mm.
Tussen maart en december was het met rustig weer mogelijk om rond laagwater gedurende vijf uur te werken. Was het daarentegen slecht weer, dan was er maar twee uur de tijd. Er werden 112.000 eikenhouten palen de grond in geslagen.
Na de voltooiing kreeg het fort negen 21 cm-kanonnen die tot de Eerste Wereldoorlog in gebruik zijn geweest. Deze zijn na de oorlog door het leger in beslag genomen.
In de Tweede Wereldoorlog stationeerde het leger op Langlutjen luchtafweergeschutten. Verder werd er langs de kustlijn van het eiland een aantal bunkers gebouwd. Die zijn nu grotendeels afgebroken.
In 1983 werd er een vuurtoren geplaatst op Langlutjen. Deze staat aan het begin van de dam op het eiland.

### Het eiland
Langlutjen I is met 16 000 m² het kleinste eiland van de twee. Het eiland ligt twee kilometer van Langlutjen II af. Op het eiland is weinig aanwezig. Er is een gele vuurtoren, een kleine geasfalteerde weg en de resten van de kanonnen. Langlutjen I staat in de verkoop voor 100 000 euro. Het was eerst de bedoeling dat beide eilanden aan dezelfde eigenaar verkocht werden, maar de koper uit Bremen is nog in onderhandeling met de staat. Het eiland is langs een weg over de 1,6 km lange dam vanaf het vasteland lopend bereikbaar. Ook kan er met een boot aangelegd worden.

## Langlutjen II

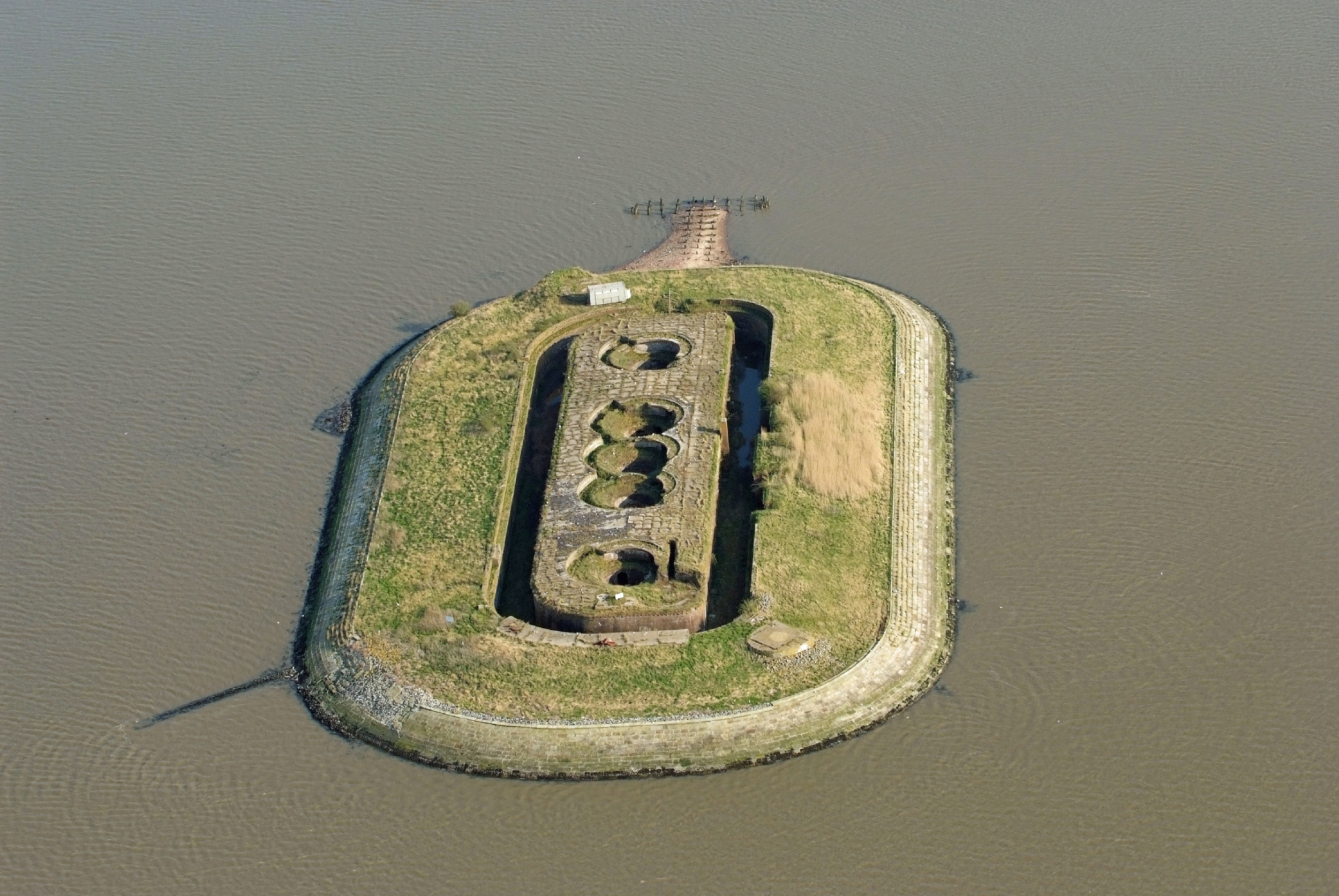
Langlutjen II (2013). Duidelijk te zien zijn de overblijfselen van het voormalige fort.

### Geschiedenis
Tussen 1872 en 1876 is naar het voorbeeld van Langlutjen I een aanvang gemaakt met het opstutten met zand voor Langlutjen II. In de vorm van een rechthoek met scherpe randen werd uit het verhoogde deel van het eiland een fort met kazematten gerealiseerd. Het 8 meter diepe fort werd in 1880 in gebruik genomen, waarna honderd man er vier maanden lang konden leven.
De bewapening in de Eerste Wereldoorlog bestond uit vijf draaibare pantsers met 28 cm-kanonnen. Ook waren er twee 15 cm-luchtafweergeschutten. Na afloop van de oorlog werden de kanonnen voor de zekerheid gedemonteerd. In de Tweede Wereldoorlog werden er 2 cm-luchtafweergeschut en zoekschijnwerpers op Langelutjen geplaatst. Van 9 september 1933 tot en met 25 januari 1934 werd er door de Sturmabteilung (SA) er een "Schutzhaftlager" op Langlutjen II geplaatst. Dit was een soort gevangenis waarin de zogeheten Schutzhäftlinge zonder enig proces werden vastgehouden. Het enige doel van de Schutzhaft was het voor onbepaalde tijd verwijderen van politici en andere hooggeplaatsten uit de Duitse staat.
In 1996 is er een monument ter nagedachtenis aan het gebruik van het eiland geplaatst.

### Het eiland
Langlutjen II is 17 000 m² groot. Het is hiermee het grootste eiland van Langlutjen. Het ovaalvormige eiland is 200 meter lang en heeft een hoogte van 10 meter boven zeeniveau. In januari 2006 is Langlutjen II verkocht aan een particuliere eigenaar. Het eiland is alleen bereikbaar met de boot. Het is wettelijk niet toegestaan het eiland te betreden.
Vandaag de dag is van het voormalige fort op Langlutjen II alleen nog de ruïne over. Omdat het eiland monumentaal bezit is en het gebruikt wordt voor vogelspotten wordt er aan de ruïnes op het eiland niets gedaan. Hierdoor heeft de natuur een vrije rol gekregen.